# Philip B. Meggs
Philip Baxter Meggs (Florence, 30 de maio de 1942 — Richmond, 24 de novembro de 2002) foi designer gráfico norte-americano, professor, historiador e autor de livros sobre design gráfico.
Talvez o historiador de design mais importante desde Nikolaus Pevsner (1902-1983), mas que, ao contrário de Pevsner, publicou uma história do design gráfico que ia além do século XIX e século XX. Para ele o design gráfico sempre acompanhou a humanidade, como ele mesmo escreveu: "Desde a pré-história, as pessoas têm procurado maneiras de representar visualmente idéias e conceitos, aguardar conhecimento graficamente, e dar ordem e clareza à informação". Atualmente A History of Graphic Design é leitura obrigatória na maioria dos cursos de design.
Um dos primeiros educadores a criar um currículo de história do design gráfico que não dependia exclusivamente da estrutura tradicional da história da arte. Meggs acreditava que um designer gráfico deveria tentar adquirir uma compreensão adequada do passado e sua relação com o presente.